# Zuid-Tarawa
Zuid-Tarawa, in het Kiribatisch en het Engels Teinainano Urban Council of afgekort TUC, is de officiële hoofdstad van Kiribati op het atol Tarawa in de Grote Oceaan.
De stad bestaat uit alle eilanden tussen Betio, Bairiki en Bonriki waar het vliegveld Bonriki International Airport gelegen is. Alle eilanden zijn met bruggen verbonden waardoor het één eiland lijkt.
De naam Teinainano betekent beneden de mast; dit vanwege de zeilvorm van de atol.
Het parlement is op het eiland Ambo. Er is een lerarenopleiding voor Kiribati en een campus van de University of the South Pacific.

## Indeling
Zuid-Tarawa bevat 16 plaatsen. De politieke centra zijn: Bairiki (regering), Ambo (parlement), Betio (rechtbank).
| Gebied        | Plaats      | 1978   | 2005   |
| ------------- | ----------- | ------ | ------ |
| Oost          | Tanaea      | 27     | 91     |
|               | Bonriki     | 635    | 2119   |
|               | Temwaiku    | –      | 2011   |
|               | Dam         | –      | 1780   |
|               | Bikenibeu   | 3971   | 6170   |
|               | Abarao      | 322    | 908    |
|               | Eita        | 612    | 2299   |
|               | Tangintebu  | 128    | 94     |
|               | Taborio     | 187    | 955    |
| West          | Ambo        | –      | 1688   |
|               | Banraeaba   | 501    | 1789   |
|               | Antebuka    | 504    | 390    |
| Nieuwe Campus | Teaoraereke | 848    | 3939   |
|               | Nanikai     | 604    | 803    |
|               | Bairiki     | 1956   | 2766   |
| Betio         | Betio       | 7626   | 12 509 |
| Totaal        |             | 17 921 | 40 311 |

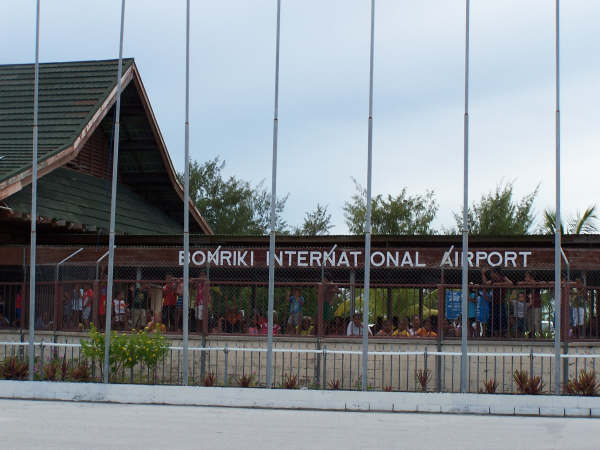
Internationale luchthaven van Tarawa
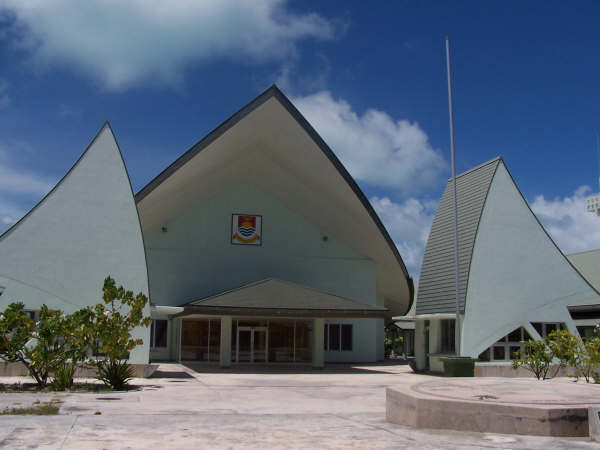
Parlementsgebouw
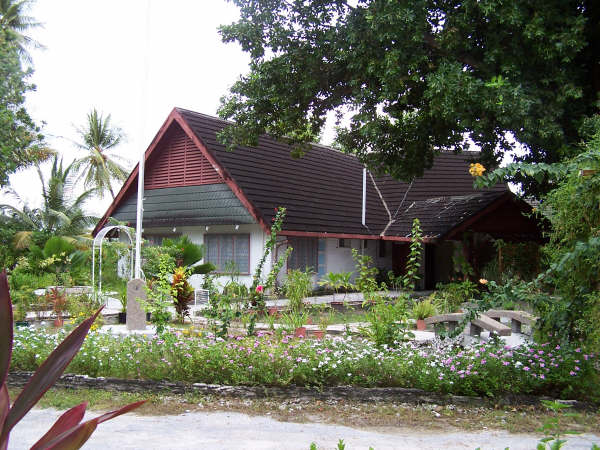
Residentie van de president